# Глобальный минимальный цифровой налог
Глобальный минимальный цифровой налог — запланированная на 2023 год 130 странами-участниками ОЭСР реформа глобальной налоговой системы. Реформа предусматривает две инновации. Первая инновация - введение минимального налога на прибыль корпораций в размере 15%. Предполагается, что эта мера затруднит конкуренцию между странами, пытающимися "перетянуть" к себе компании других стран за счет более низких налогов. Ожидаемый эффект инновации - около 150 млрд. долл. налоговых сборов ежегодно. Вторая инновация - налог на транснациональные корпорации, в т.ч. действующие в IT-сфере, который будет уплачиваться не в странах регистрации этих компаний (как в настоящее время), а в странах, где транснациональные корпорации действуют и получают прибыль. По оценкам ОЭСР в результате налоги с прибыли, составляющей до 100 млрд. долл. ежегодно, будут уплачиваться в странах, где действуют транснациональные компании. Минимальным глобальным налогом будут облагаться транснациональные компании во всех секторах экономики, с глобальным оборотом не менее 24 млрд. долларов и прибылью не менее 10%.